# Hochdorfer Tal
Hochdorfer Tal ist ein Landschaftsschutzgebiet (Schutzgebietsnummer 2.37.058) im Landkreis Freudenstadt.

## Lage und Beschreibung
Das Schutzgebiet entstand durch Verordnung des Landratsamts Freudenstadt vom 2. Juli 2007. Es handelt sich um ein Trockental, das typisch für den Naturraum Obere Gäue ist. Es liegt nordwestlich von Eutingen im Gäu und überlagert sich im Norden mit dem FFH-Gebiet Nr. 7516-341 Freudenstädter Heckengäu.

## Schutzzweck
Schutzzweck ist gemäß Schutzgebietsverordnung die Erhaltung und Entwicklung
- des naturraumtypischen Trockentälchens mit seinen exponierten Hängen, periodisch wasserführender Mulde und Quellhorizonten,
- der ausgeprägten Streuobstwiesen, als typisches Element der traditionellen kleinbäuerlichen Kulturlandschaft,
- der vielen Saum- und Kleinbiotope, als charakteristische, gliedernde Strukturen zwischen kleinparzellierten Wiesen- und Ackerflächen,
- der verschiedenen Pflanzengesellschaften in ihren standörtlich- und nutzungsbedingten Ausprägungen,
- der Vielfalt an Tier- und Pflanzenarten,
- des typischen Charakters der Kulturlandschaft sowie die Bewahrung einer landschaftlich abwechslungsreichen Erholungslandschaft.

## Geologie
Mitten durch das Landschaftsschutzgebiet verläuft der nur sehr temporär Wasser führende Hochdorfer Graben, der sich in Form einer Klinge bis zu 4 m tief in den umgebenden Oberen Muschelkalk eingegraben hat.